# Korlátlift
A korlátlift, (hibásan elterjedt elnevezése: lépcsőnjáró. Nem a lépcsőn jár ugyanis, hanem a lépcső melletti, a berendezéshez tartozó vezetősínen fut.) egy akadálymentesítő eszköz, mely a lépcső meredekségét követő ferde pályán halad, és a szállítólapjára felgördülő kerekes széket képes akár több emeletnyi magasságba is felvinni, egyenes vagy íves pályán. Általában két megálló pont között halad, ritka esetben kialakítanak köztes állomást. A személyemelő berendezés nyomógombbal hívható el az un. parkoló pozícióból.
Minden típusnak saját vezetősínje van. A hajtást végezheti egy akkumulátoros motor is, ami a mozgó egységen kap helyet, de egy hálózati táplálású hajtómű is, ami a korlát felső végén helyezkedik el.
Használata igen egyszerű, könnyen megtanulható, de a használó személy képességeitől függ, hogy egyedül használni tudja-e. Van mód arra is, hogy egy segítő személy irányítsa a gépet, miközben a szállított személy mellett halad a lépcsőn, és segíthet a felhajtásban és lehajtásban is.
Telepítésének vannak geometriai feltételei. Fontos a lépcső szélessége, a lépcsőfordulók mérete, és a legalsó lépcsőfok előtti szabad hely nagysága. Itt el kell férjen a lépcső elé lesüllyedő szállítólap, és a kerekes széknek is kell maradjon elég hely a ráforduláshoz.
Miután egyszerre csak egy személyt szállít, hosszú pályán, és viszonylag lassan ( a szállított személy biztonságérzete miatt) szállítóképessége nem összehasonlítható egy függőleges lift szállítóképességével, mely a legrövidebb úton, nagyobb sebességgel, több személyt is képes szállítani egyszerre. Akár kerekes székkel és anélkül közlekedőket is.